# Хара-Хула
Хара-Хула (Хара Хулан, Кара-кула, Кара-кулан, Каракула) (д/н — 1634) — тайджі Дербен-Ойрату (конфедерації чотирьох ойратських племен).

## Життєпис
Походив з роду Есен-тайши. Син Абіда-Аблай-тайши. При народженні отримав ім'я Хутугайту, але згодом здобув прізвисько Хара-Хула, під яким став загально відомим. 1587 року брав участь у перемозі ойратів над алтин-ханом Убаші-хунтайджі. Близько 1600 року спадкував батькові у владі над ойратським племен чорос. Він володів областями у верхів'ях Іртиша та в Тарабагаї.
Продовжив боротьбу проти алтин-хана за Надіртиш'я. 1606 році стає другим чулган-дарго (співголовою з'їзду Дербен-Ойрат), склавши дуумвірат з хошоутським нойоном Байбагас-батуром. Багато зробив задля об'єднання ойратів. 1608 року було завдано поразки війська казахського хана Єсіма. Того ж року було відправлено посольство до московського царя Василя IV, але нестабільність влади в Московії призвело до небажання ойратських тайджі продовжувати дипломатичні стосунки. У 1609 році Хара-Хула здобув нову значну перемогу над Убаші-хунтайджі, внаслідок чого останній вимушений був відмовитися від підкорення ойратів та відступити до району Кобдо. В свою чергу це призвело до роз'єднання ойратських племен, що не бажали підкорюватися Хара-Хулі, не відчуваючи зовнішньої загрози.
У 1610 році зайняв соляні копальні біля сибірського міста Тара, що належало Московському царству. Хара-Хула став вимагати сплати податків з сибірських козаків та данини від місцевих племен за право користуватися копальнями. Це спричинило війну з московськими воєводами, що тривала до 1613 року. Завершилася через те, що московські піддані виявили солене озеро Ямиш, де стали добувати сіль. після завершення Смутного часу московський цар Михайло I вирішив встановити дипломатичні стосунки з ойратами. У 1614 році до Хара-Хули прибуло московське посольство, де обговорювалося можливість прийняття ойратів під зверхність Московського царства.
У 1614 році почалася нова війна з Убаші-хунтайджі, який протягом двох років завдав декілька відчутних поразок ойратам. В результаті низка племен визнала зверхність алтин-хана, а інші відкочували під захист Московського царства. Хара-Хула продовжував чинити спротив. Спроби його співволодаря Байбагас-батура у 1616—1617 році організувати опір монголам виявився марним через внутрішні суперечки. 
У 1620 році Хара-Хула відправив до Московського царства послів для взаємовигідних переговорів про мир і торгівлю, але не отримав схвальної відповіді. Тоді з 1622 року ойрати відновили напади на московські володіння в південному Сибіру. Того ж року Хара-Хула зазнав поразки від алтин-хана, втративши землі між річками Об та Іртиш. У 1623 році Хала-Хула і Байбага-батур зібрали потужне військо у 36 тис. вояків, але знову зазнали тяжкої поразки від Убаші-хунтайджі. 
У 1627 році завдав поразки Убаші-хунтайджі. У 1628—1629 роках Хара-Хула очолив загальнойратське військо, яке завдало поразки алтин-хану Омбо-Ердені-хунтайджі. Завдяки цьому повернув під владу усі ойратські землі. Разом з тим зміцнив владу над Дербен-Ойратом, що викликало невдоволення торгутів-ойратів. У 1630 році після смерті байбаласа намагався залагодити конфлікт в племені хошутів,  де почалася боротьба за владу, проте марно. Разом з тим торгути Хо-Урлюка-тайджі також висловлювали все більше самостійності.
Помер у 1634 році. Владу успадкував його старший син Батур-хунтайджі, за якого завершився розпад Дербен-Ойрату на Джунгарське, Калмицьке і Хошутське ханства.